# بيرديلة
بيرديلة (الاسم العلمي: Bairdiella)، جنس أسماك بحرية من شعاعيات الزعانف التي تنتمي إلى فصيلة البهاريات، وهي الأسماك الطبلية والأسماك النقاقة. توجد هذه الأسماك في غرب المحيط الأطلسي وشرق المحيط الهادئ.

## التأثيل
أُضيفت صيغة التصغير اللاحفة -iella إلى لقب Baird ليصبح الاسم Bairdiella، ولم يوضح غيل من كان المُكرم بهذا الاسم ولكن من المرجح أن يكون سبنسر فولرتون بيرد، مدير المتحف الوطني للولايات المتحدة حيث كان غيل يعمل هُناك.